# Neotamias amoenus
Neotamias amoenus е вид бозайник от семейство Катерицови (Sciuridae).